# Paragonia arbocala
Paragonia arbocala är en fjärilsart som beskrevs av Druce 1891. Paragonia arbocala ingår i släktet Paragonia och familjen mätare. Inga underarter finns listade i Catalogue of Life.